# مؤشر أسعار التجزئة
في المملكة المتحدة، يستخدم مؤشر أسعار التجزئة (بالإنجليزية:Retail Prices Index أو Retail Price Index (RPI) لقياس التضخم الاقتصادي حيث يصدر عن مكتب الإحصاءات الوطنية كل شهر. فهو يقيس التغير في تكلفة سلة من السلع والخدمات للبيع بالتجزئة.

## معلومات تاريخية
تم حساب أول مؤشر لأسعار التجزئة في يونيو 1947. فقد كان المقياس الرئيسي للتضخم الاقتصادي. ثم استبدلت لهذا الغرض [بمؤشر أسعار المستهلك (CPI)
ولا تزال الحكومة تستخدم مؤشر أسعار التجزئة كقاعدة لأغراض مختلفة، المبالغ المستحقة على السندات المرتبطة بالمؤشر بما في ذلك أوراق مالية ممتازة مرتبطة بمؤشّر، وزيادات إيجار السكن الاجتماعي. كما يستخدمه العديد من الموظفين كنقطة انطلاق في مفاوضات الراتب. فلم تعد تستخدمها الحكومة كأساس لجدولة معاشات الموظفين السابقين. ويتم فهرسة المعاش الحكومي للملكة المتحدة (في 2012) بمؤشري أسعار التجزئة أو أسعار المستهلكين أو 2,5%.

وقد كان أعلى متوسط سنوي للتضخم الاقتصادي منذ استخدام مؤشر أسعار التجزئة في 1975، حيث بلغ التضخم 25% لهذا العام. في الواقع، أظهرت قراءة شهر يونيو لعام 1975 زيادة في أسعار التجزئة على أساس سنوي بمقدار 26,9٪ مقارنة بالعام السابق. وبحلول عام 1978 كان المؤشر قد انخفض إلى أقل من 10٪، لكنه ارتفع مرة أخرى بنحو 20٪ على مدى العامين التاليين قبل تطبيق السياسات الاقتصادية النقدية لحكومة المحافظين التي ترأستها مارغريت ثاتشر (الفائزة في انتخابات 1979) والتي تسببت في تراجع نسبة التضخضم. بحلول عام 1982، كان قد انخفضت قراءة المؤشر إلى ما دون 10٪، ليصل في العام التالي إلى 4٪، ثم واصل تراجعه لعدة سنوات حتى اقترب من أرقام مزدوجة مرة أخرى بحلول عام 1990. ومع الركود الذي ضرب أوائل التسعينيات في القرن العشرين، أدت زيادة نسب الفائدة إلى تراجع مستويات التضخم مجددًا إلى مستويات أقل من ذلك.
وفي مارس 2009، كان التغير في مؤشر أسعار التجزئة على مدى 12 شهرًا سلبيًا، وهو ما يشير إلى أن حدوث تراجع سنوي عام في الأسعار، للمرة الأولى منذ عام 1960. كان التغير في مؤشر أسعار التجزئة في الأشهر الـ 12 المنتهية في أبريل 2009، عند -1,2٪، وهو أدنى مستوى منذ بدء الاحتفاظ بالسجلات عام 1948.
ضغطت جمعيات الإسكان على الحكومة للسماح لها بتجميد الإجارات عند المستويات الحالية بدلاً من تخفيضها بما يتماشى مع مؤشر أسعار التجزئة، ولكن وزارة المالية ذكرت أن أسعار الإيجارات يجب أن تتبع مؤشر أسعار التجزئة وتنخفض حتى -2%، وهو ما أدى إلى زيادات في امتيازات الإسكان.
في فبراير 2011، قفز مؤشر أسعار التجزئة إلى 5.1٪ ليضغط بذلك على بنك إنجلترا لرفع أسعار الفائدة على الرغم من نمو الناتج المحلي الإجمالي المتوقع المخيب للآمال بنحو 1.6٪ فقط عام 2011. وقد وصفت قراءة المؤشر لشهر سبتمبر 2011 والتي سجلت 5.6٪، وهي أعلى قراءة منذ عشرين عامًا، في ديلي تلغراف بأنها «سيئة بشكل صادم».

## الحساب

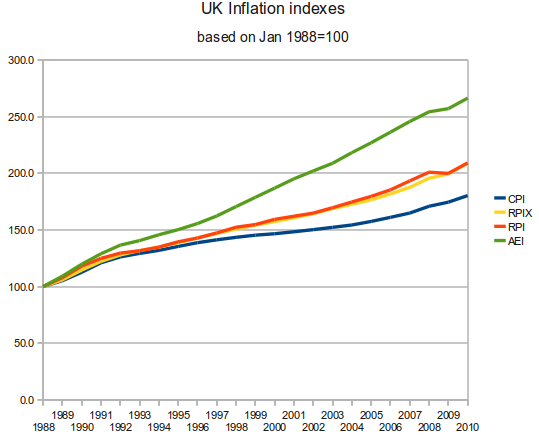
مقارنة 3 مؤشرات تضخم، استنادا إلى عام 1988 وقراءته 100: مؤشر أسعار التجزئة، ومؤشر أسعار التجزئة باستثناء مدفوعات الفائدة على الرهن العقاري (RPIX) ومؤشر أسعار المستهلك مع تضمين مؤشر متوسط الدخل

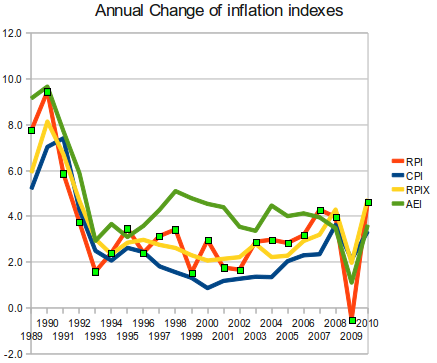
يظهر المعدل السنوي للتغير في المؤشرات الثلاثة تقلب مؤشر أسعار التجزئة، الذي يعد واحدًا من سلبياته

يتكون مؤشر أسعار التجزئة بالمملكة المتحدة كما يلي:
1. يتم اختيار سنة الأساس أو نقطة البدء. يصبح هذا هو المعيار الذي تقاس التغيرات في الأسعار على أساسه.
2. توضع قائمة بالأغراض التي تشتريها أسرة متوسطة. ومما يسهل الأمر مسح تكاليف الإنفاق والغذاء.
3. تحسب مجموعة الأوزان، والتي تبين الأهمية النسبية للسلع في ميزانية الأسرة المتوسطة - وكلما زاد متوسط الفاتورة المنزلية، أصبح الوزن أكبر.
4. يتم ضرب سعر كل سلعة في الوزن، ويتم تعديل حجم السلعة بما يتناسب مع أهميتها.
5. يجب العثور على سعر كل سلعة في كل من سنة الأساس وسنة المقارنة (أو الشهر).

وهذا يتيح حساب التغير في النسبة المئوية خلال الفترة الزمنية المطلوبة.
في الممارسة العملية تجرى المقارنة على مدى فترات زمنية أقصر، وكثيرًا ما يتم إعادة تقييم الأوزان. تنشر معلومات مفصلة على الموقع الإلكتروني للمكتب الوطني للإحصاء.
لا يتضمن مؤشر أسعار المستهلك العناصر التالية: ضريبة السكن، ومدفوعات الفائدة على الرهن العقاري، وانخفاض قيمة السكن، وتأمين المباني، وإيجار الأرض، وتعريفة إمدادات الطاقة المتجددة وغيرها من تكاليف توكيل عقارات ورسوم نقل الملكية.
وعادة ما يكون مؤشر أسعار المستهلك أقل من ذلك، وإن كان هذا يرجع بشكل أكبر إلى الاختلافات في الصيغ الحسابية للمؤشرات وليس الاختلافات في التغطية. أعلنت حكومة المملكة المتحدة في موازنة يونيو 2010 أن مؤشر أسعار المستهلك سوف يستخدم بدلا من مؤشر أسعار التجزئة لتحسين بعض الفوائد اعتبارًا من أبريل 2011.
وفيما يتعلق بالمعاشات أكدت الحكومة البريطانية في بيان الخريف لعام 2011 أنها سوف ترتفع بنسبة أكبر من مؤشر أسعار المستهلك، أو مؤشر أسعار التجزئة، أو 2.5٪.

يظهر تباين التغير في مؤشر أسعار التجزئة في الرسم البياني على اليمين. كانت هذه واحدة من الحجج المستخدمة لصالح التغيير إلى مؤشر أسعار التجزئة باستثناء مدفوعات الفائدة على الرهن العقاري.

## الاختلافات
تشمل اختلافات مؤشر أسعار التجزئة مؤشر أسعار التجزئة باستثناء مدفوعات الفائدة على الرهن العقاري، والذي يزيل تكلفة مدفوعات فائدة الرهن العقاري، ومؤشر RPIY، والذي يستثني الضرائب المباشرة (ضريبة على القيمة المضافة) وضرائب السلطة المحلية فضلاً عن مدفوعات الفائدة على الرهن العقاري.

## وصلات خارجية
- Consumer Price Indices: A brief guide, Office for National Statistics, August 2011
- Retail Prices Index topic page at ONS website